# NGC 6659
NGC 6659 est un groupe d'étoiles, situé dans la constellation d'Hercule. L'astronome britannique John Herschel a enregistré la position de ce groupe le 12 juillet 1830.

## Un amas ouvert ou un groupe d'étoiles
Les bases de données NASA/IPAC, Simbad et HyperLeda indiquent que NGC 6659 est un amas ouvert, mais il ne figure pas sur le site WEBDA qui est consacré aux amas ouverts. Dans un article publié en 2011, A. L. Tadross indique que NGC 6659 est âgé de 4,0 ± 0,16 Ga. Les amas ouverts survivent en général quelques dizaines ou centaines de millions d'années, car la gravité de l'ensemble n'est pas suffisamment grande pour retenir les étoiles et elles finissent par se disperser dans la Voie lactée. Il est donc plus probable que NGC 6659 soit un groupe d'étoiles qu'un amas ouvert, comme le soutiennent le professeur Seligman et Wolfgang Steinicke.